# Philippiella patagonica
Philippiella patagonica är en nejlikväxtart som beskrevs av Carlos Luis Spegazzini. Philippiella patagonica ingår i släktet Philippiella och familjen nejlikväxter. Inga underarter finns listade i Catalogue of Life.